# Un couple (film, 2022)
Ne doit pas être confondu avec Un couple.
 (août 2022).
Si vous disposez d'ouvrages ou d'articles de référence ou si vous connaissez des sites web de qualité traitant du thème abordé ici, merci de compléter l'article en donnant les références utiles à sa vérifiabilité et en les liant à la section « Notes et références ».
Pour plus de détails, voir Fiche technique et Distribution.
Un couple est un film franco-américain réalisé par Frederick Wiseman et sorti en 2022.

## Synopsis
Le film consiste en la déclamation des lettres de Sophie Tolstoï à son mari Léon dans un décor bucolique.

## Fiche technique
- Titre français : Un couple
- Réalisation : Frederick Wiseman
- Scénario : Nathalie Boutefeu et Frederick Wiseman
- Photographie : John Davey
- Montage : Frederick Wiseman
- Son : Jean-Paul Mugel
- Musique : Nathalie Beloeil
- Producteurs : Karen Konicek et Frederick Wiseman
- Sociétés de production : Wat Films, Zipporah Films, Tout de même Films
- Pays de production : France, États-Unis
- Format : Couleurs
- Genre : drame
- Durée : 63 minutes
- Dates de sortie :
  - Italie : septembre 2022 (Mostra de Venise 2022)[2]
  - France : 19 octobre 2022

## Distribution
- Nathalie Boutefeu : Sophie Tolstoï

## Distinctions
- Mostra de Venise 2022 : sélection officielle